# Zeebeving Miyagi 2005
De zeebeving bij Miyagi in 2005 (Japans: 宮城県沖地震, Miyagi-ken-oki jishin) was een krachtige aardbeving met een kracht van 7,2 op de schaal van Richter die plaatsvond op 16 augustus 2005. Het epicentrum lag voor de kust van de prefectuur Miyagi in Japan.
Als gevolg van de beving raakten 14 personen gewond, stortten gebouwen in en ontstond een stroomstoring.
Na de zeebeving werd een tsunamiwaarschuwing uitgevaardigd. Deze werd later ingetrokken aangezien er geen hoge golven ontstaan waren.
Op 11 maart 2011 vond in hetzelfde gebied de zeebeving van Sendai in 2011 plaats.